# 220 Ouest 503 à 562
Les Outrance numéros 503 à 562 sont des locomotives à vapeur construites pour la Compagnie des chemins de fer de l'Ouest à la suite des résultats obtenus par les prototypes 220 Ouest 902 et 903.

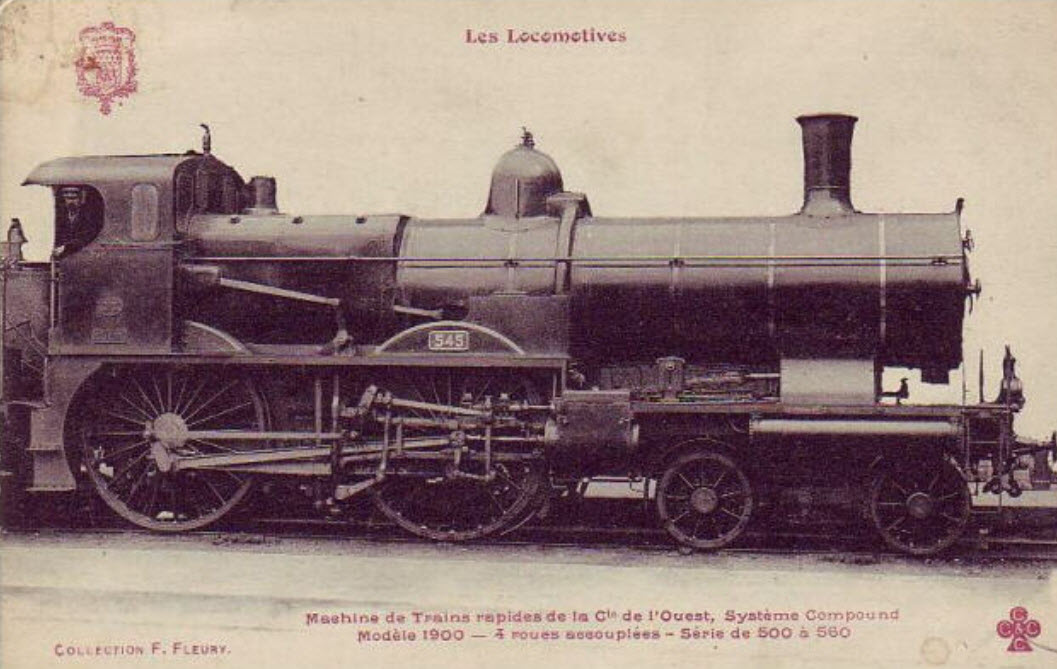
La 220 545

La locomotive 518 construite par la SACM.

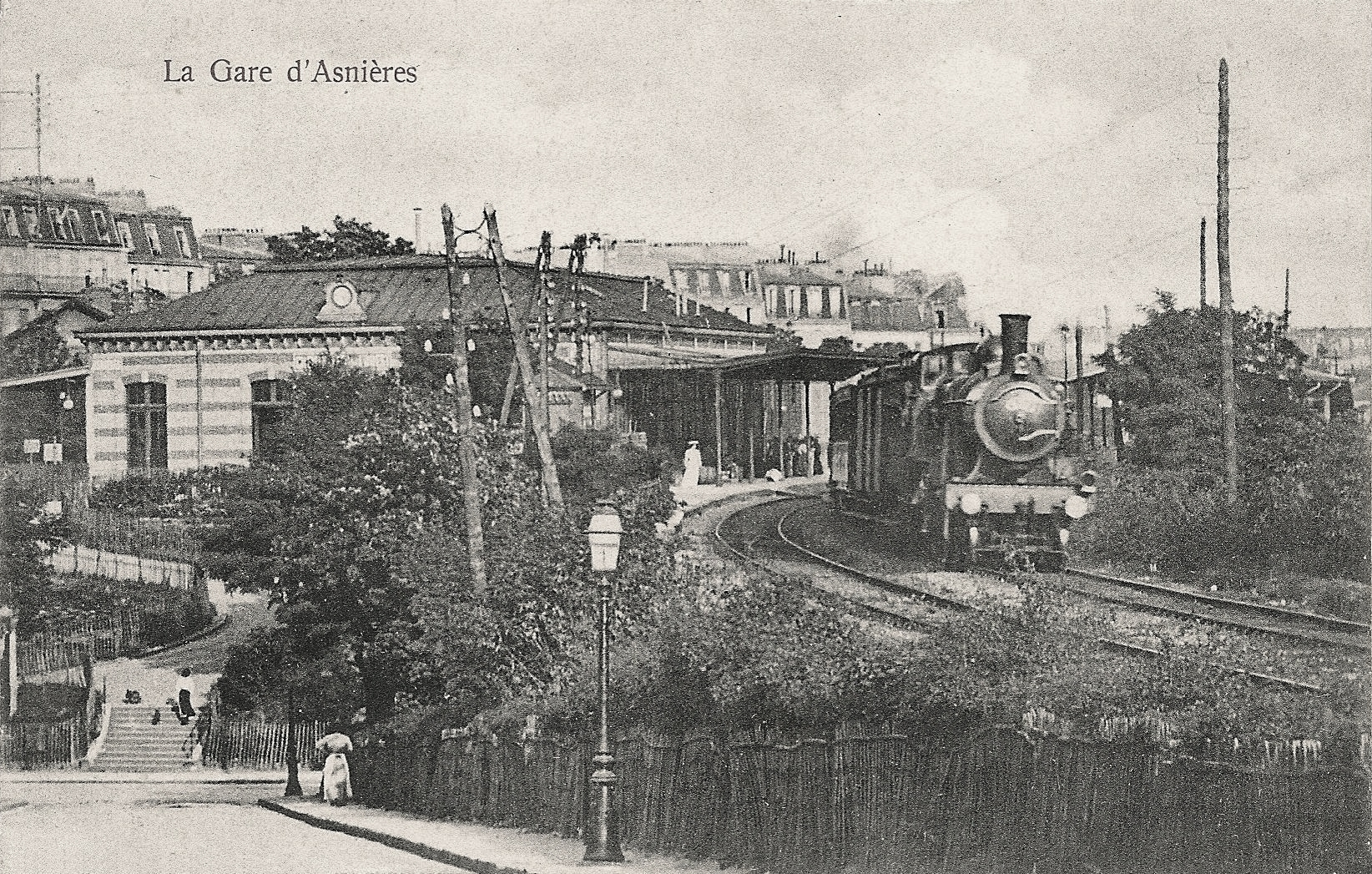
Au début du XXe siècle, passage d'un train tracté par une 220-500 en gare de Asnières.

## Genèse
Ces locomotives furent commandées en deux lots présentant quelques différences. 
Le premier lot fut construit par
- la Société alsacienne de constructions mécaniques de 1897 à  1898 pour les machines : 503 à 522,

le second lot par :
- la SACM pour les machines : 523 à 532
- les ateliers de la Compagnie à Sotteville pour les machines : 533 à 542
- et par la Société de construction de locomotives de Wiener-Neustadt pour les machines : 543 à 562

## Description
Ces machines disposaient d'un moteur à quatre cylindres compound du type « Du Bousquet De Glehn », avec les cylindres HP (haute pression) extérieurs et les BP (basse pression) intérieurs. La distribution était du type « Walschaerts ». Le foyer était un foyer de type « Belpaire » . Le bogie était à longerons intérieurs et avait un déplacement latéral de + ou - 40 mm. L'échappement était de type « à double valves ». Ces locomotives étaient plus lourdes de 3,5 t que les prototypes.

## Utilisation et services
Affectées dès leur réception aux dépôts de : Vaugirard et des Batignolles et en tête de trains rapides où elles donnèrent entière satisfaction. Les machines du deuxième lot furent, quant à elles, affectées aux dépôts de : Caen, Le Havre, Sotteville, Argentan, Le Mans, Rennes et Brest en tête de même trains.
À la fin de 1908 avec la livraison des Ten wheel série 2700 et 2800 elles se virent enlever les trains les plus dur. En 1909, lors du rachat de la Compagnie, par la Compagnie des chemins de fer de l'État la série fut réimmatriculée : 220-503 à 220-562. L'arrivée de nombreuses Pacific permis de chasser des Ten wheel qui permirent de chasser les locomotives vers les dépôts de provinces tels : Alençon, Chartres, Château-du-Loir, Lisieux, Vire, Le Mans et Dreux.
Si le service était moins dur, le profil des lignes ne facilitait pas le travail des locomotives qui étaient dotées de roues de 2 m! Malgré tout elles firent un service honnête en tête de trains semi-directs et omnibus.
À partir de 1933 le début de la fin commença avec le garage des 220-509, 513, 515, 523, 559 et 561 et l'année suivante ce fut au tour des 220-526, 530, 534, 538, 539 et 546. En 1936 l'hécatombe continua avec les 220-504, 510, 521 et 528.
En 1938, à la formation de la SNCF, toute la série fut réimmatriculée : 3-220 B 503 à 562 malgré le fait que seules une trentaine de locomotives étaient réellement en service.
La dernière locomotive radiée, le fut en 1949 au dépôt d'Évreux après n'avoir plus assuré que des trains de travaux, comme bon nombre de ses consœurs lors de leur fin de carrière.

## Tenders
Les tenders qui leur furent accouplés étaient soit :
- pour les 220-503 à 220-522, à bogies et contenant 18 m3 d'eau et 7 t de charbon immatriculés 18001 à 18020 et qui deviendront les 3-18 ? ? à ?
- pour les 220-523 à 220-562, à 3 essieux et contenant 15 m3 d'eau et 5 t de charbon  immatriculés 15xxx à 15xxx et qui deviendront les 3-15 ? ? à ?

## Caractéristiques
- Pression de la chaudière : 14 kg/cm2
- Diamètre des cylindres HP : 340 mm
- Diamètre des cylindres BP : 530 mm
- Diamètre des roues motrices : 2 010 mm
- Diamètre des roues de l'essieu : 930 mm
- Masse en ordre de marche : 51,3 t
- Masse adhérente : 32,4 t
- Longueur hors tout : 10,174 m
- Masse du tender en ordre de marche : 
? t pour les 18001 à 18020
? t pour les 15xxx à 15xxx
- Masse totale : entre ? t et ? t suivant le tender accouplé
- Longueur totale : ?
- Vitesse maxi en service : 120 km/h